# Morpho argentiferus
Morpho argentiferus är en fjärilsart som beskrevs av Hans Fruhstorfer 1913. Morpho argentiferus ingår i släktet Morpho och familjen praktfjärilar. Inga underarter finns listade i Catalogue of Life.